# Anepsion peltoides
Anepsion peltoides är en spindelart som först beskrevs av Tord Tamerlan Teodor Thorell 1878.  Anepsion peltoides ingår i släktet Anepsion och familjen hjulspindlar. Inga underarter finns listade i Catalogue of Life.